# USS George H. W. Bush (CVN-77)
El USS George H. W. Bush (CVN-77) es un portaaviones de la Armada de los Estados Unidos. Es el décimo y último buque de la Clase Nimitz, y toma el nombre del 41.er presidente de los Estados Unidos, George H. W. Bush, quien además fue aviador naval durante la Segunda Guerra Mundial.
Encargado en 2001, fue botado en octubre de 2006 y entró en servicio el 10 de enero de 2009. Hasta la entrada del USS Gerald R. Ford (CVN-78) de la clase Gerald R. Ford el USS George H. W Bush era el portaaviones más moderno de la Marina de Estados Unidos.

## Características

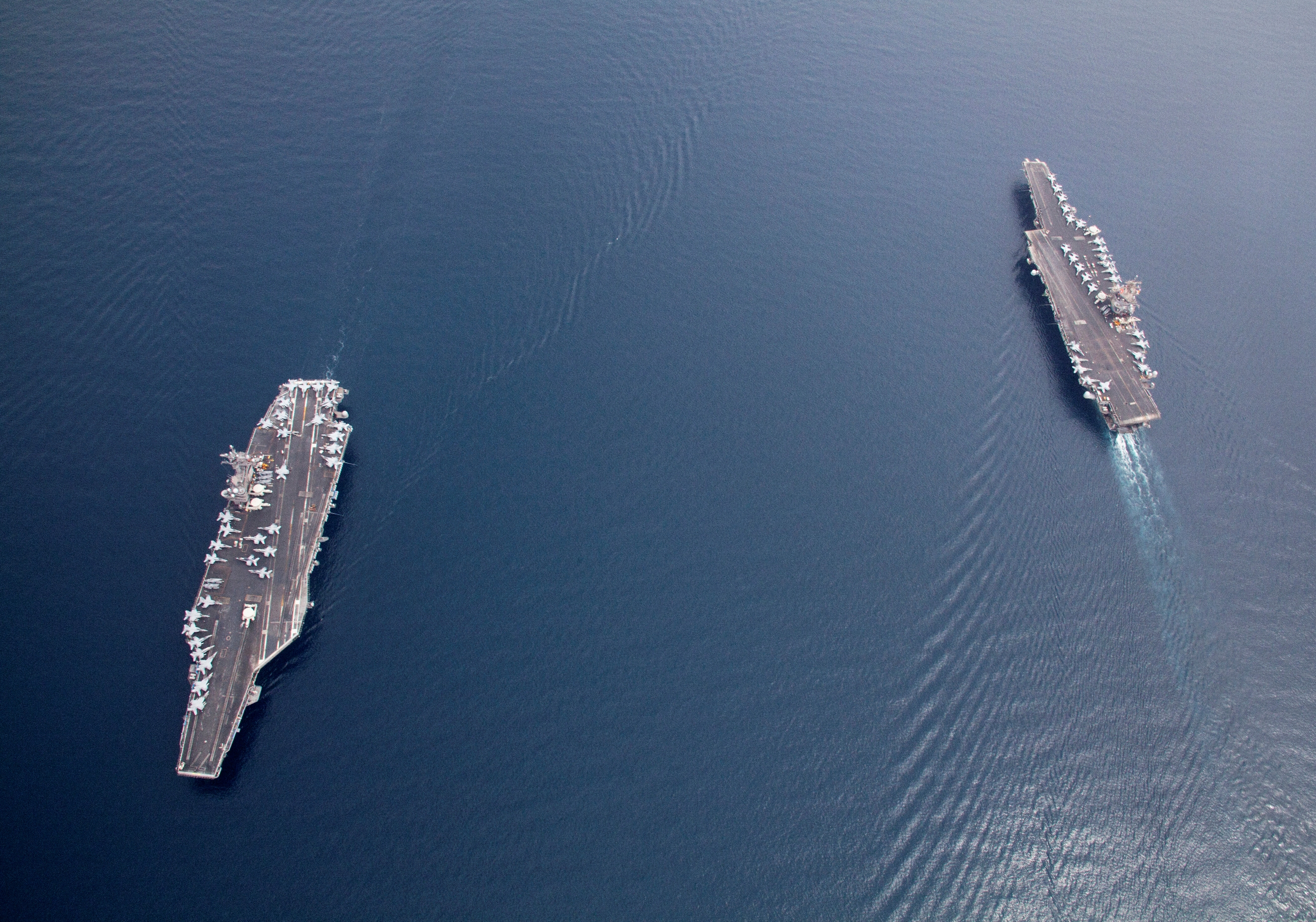
El USS Enterprise (CVN-65) (a la derecha) cruza el mar junto al USS George H. W. Bush (CVN-77), el 21 de junio de 2011. Este buque relevó al Enterprise en sus responsabilidades de la Quinta Flota de los Estados Unidos.

El CVN-77 es un portaaviones de propulsión nuclear con un desplazamiento cercano a las 100 000 toneladas. Puede transportar a más de 90 aeronaves, incluyendo aviones y helicópteros, y a más de 5000 personas. El armamento integrado a bordo se limita a misiles antiaéreos 2 lanzadores RAM Mk-32, con 21 misiles RIM-116, 2 lanzadores Mk-29 con 8 ESSM (Evolved SeaSparrow Missile) y 2 Phalanx de 20 mm.

### Buques de la clase
• USS Nimitz (CVN-68)
• USS Dwight D. Eisenhower (CVN-69)
• USS Carl Vinson (CVN-70)
• USS Theodore Roosevelt (CVN-71)
• USS Abraham Lincoln (CVN-72)
• USS George Washington (CVN-73)
• USS John C. Stennis (CVN-74)
• USS Harry S. Truman (CVN-75)
• USS Ronald Reagan (CVN-76)

### Listas relacionadas
- Anexo:Portaaviones por país
- Anexo:Portaaviones de Estados Unidos
- Anexo:Buques actuales de la Armada de los Estados Unidos